# KERS
La paraula KERS és un acrònim de Kinetick Energy Recovery System, que es refereix a un sistema de recuperació de l'energia cinètica. És un terme emprat en el món de l'automobilisme que descriu que recupera l'energia cinètica d'un vehicle quan frena, i que, en comptes de dissipar-la com a calor, l'aprofita per transformar-la en energia mecànica o elèctrica, utilitzable per a la tracció del vehicle o per l'alimentació dels dispositius elèctrics.
El mètode més usual d'emmagatzemar l'energia és mitjançant l'electricitat guardada en bateries o bé supercondensadors. Un altre mètode és guardar l'energia mecànica pel sistema del volant d'inèrcia.

## Fórmula 1
Al campionat de Fórmula 1 del 2009, la FIA ha autoritzat l'ús del Kers en els monoplaces d'aquesta competició.
L'objectiu és millorar les prestacions energètiques dels monoplaces, obtenint un doble benefici, ambiental i prestacional. El reglament de la FIA per al 2009 autoritza la recuperació d'un màxim de 400 kJ., disponibles amb una potència màxima de 60 kW. (aproximadament uns 80 CV.) durant 6,67 segons.